# Franziskanerkloster Greifswald

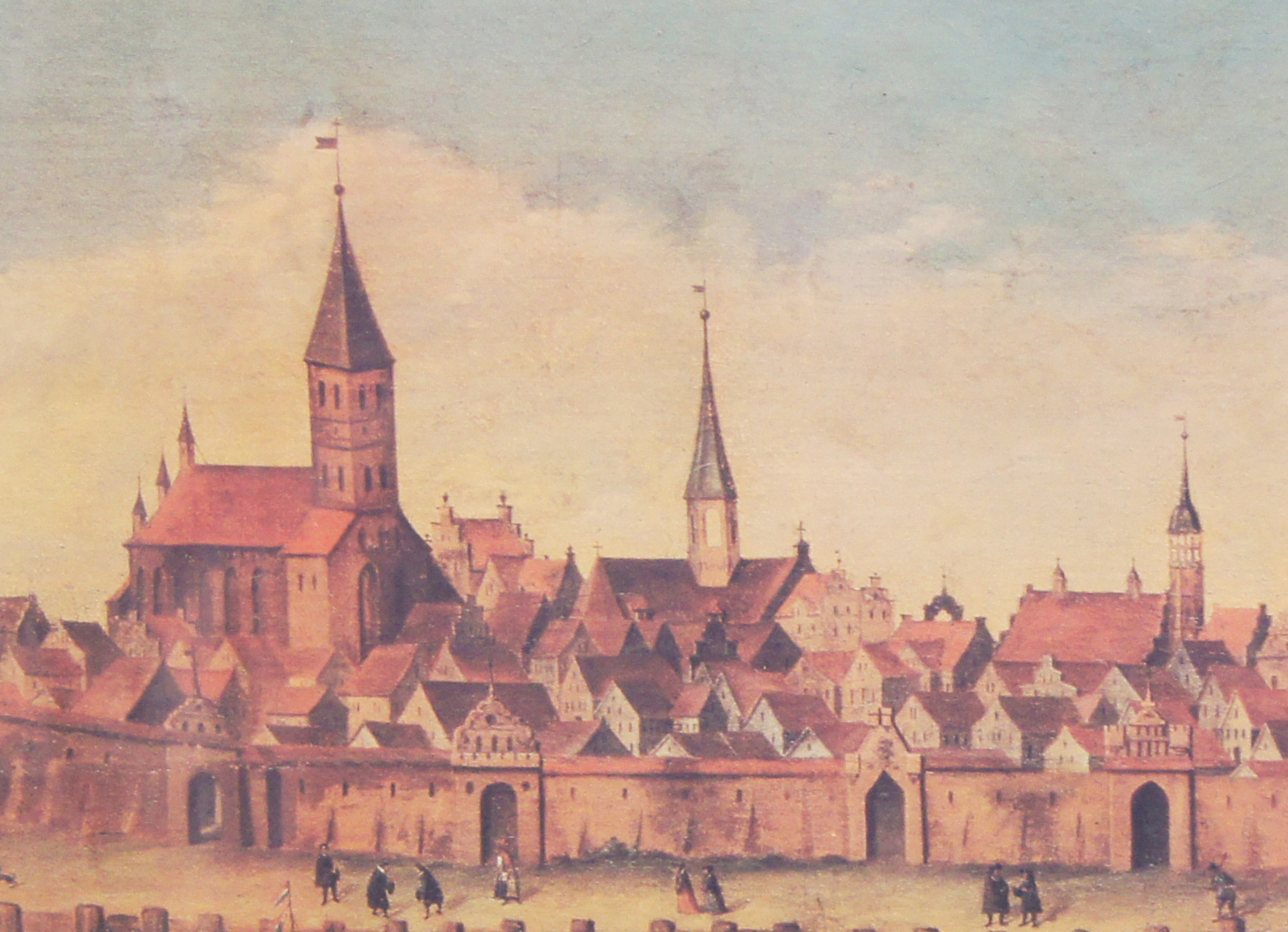
Das Franziskanerkloster in der Mitte des Ausschnitts aus einer Ansicht Greifswalds 1552 von Gottlieb Giese

Das Franziskanerkloster in Greifswald, das nach der Farbe des Ordenshabits der Franziskaner auch als Graues Kloster bezeichnet wurde, bestand vom 13. Jahrhundert bis zum 16. Jahrhundert. Es befand sich südöstlich des Greifswalder Marktplatzes und erstreckte sich bis zur Stadtmauer. Auf dem Areal des früheren Klosters befindet sich unter anderem das Pommersche Landesmuseum. Von der mittelalterlichen Bausubstanz blieb die Klosterbibliothek („Guardianshaus“) erhalten.

## Geschichte

### Gründung

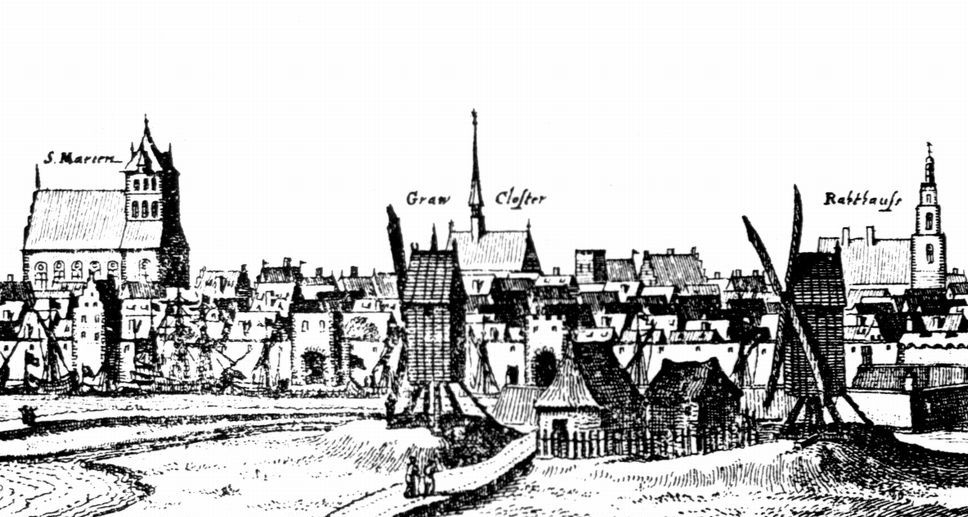
Das „Graw Closter“ in einer Stadtansicht von Matthäus Merian (1652)

Das Kloster des 1210 entstandenen Franziskanerordens in Greifswald wurde am 29. Juni 1262 gegründet. Die Grafen von Gützkow hatten dazu eine ihnen gehörige Hausstelle in Greifswald für die Anlage des Klosters gestiftet. Ein wichtiges Ziel der Stifter war die Anlage einer standesgemäßen Grablege für die Gützkower Grafenfamilie. Die in der Literatur weit verbreitete Stiftung des Klosters im Jahr 1242 durch den Gützkower Herren Jaczo von Salzwedel und dessen Frau Dobroslawa wurde bereits in den 1930er-Jahren angezweifelt. Augustin Balthasar hatte eine Inschrift aus dem Mönchsgestühl der Klosterkirche überliefert, die an die Stiftung des Klosters erinnerte. Die Inschrift selbst war spätestens seit 1743 nicht mehr vorhanden. In ihr hieß es laut dem Pommerschen Urkundenbuch (PUB Nr. 403):
„[…] Anno 1262, in die apostolorum Petri et Pauli fratres Minores primo intrauerunt hanc ciuitatem (sc. Gripeswaldensem) ad obtinendum, vocati a domino Jackecen comite generoso de Gutzkou, nec (non) nobili (domina Dob)ruzlau ejus uxore, quorum corpora hic in choro requiescunt.[…] Nota, quod generosus comes Jachecen de Gutzkou hanc aream dedit fratribus in honorem sanctorum Petri et Pauli ac omnium aliorum apostolorum.“
Die Jahreszahl war in römischen Ziffern geschnitzt, die in Klammern gesetzten Teile waren bereits bei der Überlieferung herausgebrochen.
Robert Klempin identifizierte die Stifter als Jaczo I. und dessen Frau Dobroslawa. Da die beiden vor 1249 gestorben waren, korrigierte Klempin bei der ersten Edition des Pommerschen Urkundenbuchs die Jahresangabe von 1262 auf 1242. Adolf Hofmeister vermutete 1937, dass es sich bei dem Ehepaar tatsächlich um Jaczo II., einen Enkel Jaczos I., sowie um dessen Frau Cecislawa von Putbus handelte.
Damit fand die Gründung des Franziskanerklosters vermutlich zwölf Jahre nach der Verleihung des Lübischen Rechts an Greifswald durch Herzog Wartislaw III. statt. Die mit dem früheren Datum in Zusammenhang gebrachte stärkere Einflussnahme auf die Stadt gilt somit als unwahrscheinlich, denn die zunehmende städtische Autonomie zeigte sich 1262 im Auftreten Greifswalds als Vertragspartner neben dem Herzog mit dem norwegischen König. Andererseits führte die Klostergründung innerhalb der Stadt zu einer Schwächung der kirchlichen Stellung des Klosters Eldena, das das Kirchenpatronat über die drei Greifswalder Pfarrkirchen innehatte.

### Entwicklung bis zur Säkularisation

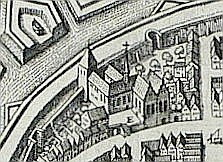
Idealisierte Darstellung des Klosters von Caspar Merian

Das Kloster gehörte zur Kustodie Stettin der Sächsischen Franziskanerprovinz (Saxonia). In den Jahren 1264 und 1265 traten der Kustos der Stettiner Kustodie und der Guardian des Greifswalder Konvents erstmals an hervorgehobener Position als Zeugen in Urkunden Wartislaws III. auf. Ende des 13. und vor allem ab Anfang des 14. Jahrhunderts bezeugte der Franziskanerkonvent häufiger Urkunden und Privilegien für den Greifswalder Rat. Die Stadt war mindestens ab Beginn des 14. Jahrhunderts bemüht, durch dem Rat angehörende Kirchenräte den Grunderwerb aller örtlichen Klöster und damit deren Ausdehnung im Stadtgebiet zu kontrollieren. Ein Grunderwerb der Franziskaner außerhalb ihres Klostergrundstücks kann jedoch nicht nachgewiesen werden. Für einen Turm mit Kloake, der 1305 dem Kloster an der südlichen Stadtmauer genehmigt wurde, behielt sich der Stadtrat die Jurisdiktion vor. Der umgebende Raum an der Mauer blieb im Besitz der Stadt, weil im Verteidigungsfall unbedingt zugänglich sein musste.
Werner Hilgemann war um 1330 der erste namentlich fassbare Guardian, der einer der führenden Ratsfamilien Greifswalds angehörte. Die Familie Hilgemann stiftete 1348 den Neubau des Chores der Klosterkirche, in dem sie gleichzeitig ihre Grablege anlegen ließ. In der Klosterkirche, die dem Markt am nächsten lag, hatte der Rat ebenso wie in den Pfarrkirchen ein eigenes Gestühl. Vor der Wahl eines neuen Bürgermeisters musste sich der gesamte Rat zur Messe in der Klosterkirche versammeln, wie Heinrich Rubenow 1451 in der Verfassung der Stadt niederschrieb. Bei der Gründung der Universität Greifswald 1456 hielt der Franziskaner Nikolaus Vermann, der auch als Professor der Theologie an ihr lehrte, die Weiherede. Verschiedene Angehörige des Franziskanerkonvents waren an der Universität immatrikuliert.
Die erhaltenen Aufzeichnungen lassen keine Rückschlüsse auf die Größe des Konvents zu. Bekannt sind die Namen einzelner Brüder, überwiegend in Zusammenhang mit Geldzahlungen zugunsten dieser Personen. Da der Besitz von persönlichem Vermögen nicht dem Armutsideal des Franz von Assisi entsprach, kam es im 15. Jahrhundert im gesamten Orden zu Reformbestrebungen, der Observanzbewegung. 1461 ordneten der Brandenburger Bischof und der Magdeburger Erzbischof eine Visitation des Greifswalder Klosters an. Die Einführung der Reform, die eine strengere Ordnung und den Verzicht auf persönlichen Besitz bedeutete, stieß zunächst auf Widerstand. Die um Rechtshilfe angerufene juristische Fakultät der 1456 gegründeten Universität Greifswald sah sich nicht in der Lage, ein kompetentes Gutachten zu erstellen. Die Reform des Klosters im Sinne der gemäßigt strengen Martinianischen Konstitutionen wurde schließlich 1480 unter Aufsicht des Provinzials Eberhard Hille(r)mann, des Guardians Nikolaus von Buge und des Greifswalder Rates durchgeführt. 1518 teilte die Leitung des Franziskanerordens die Saxonia; Greifswald bildete mit über 70 anderen Klöstern die martinianisch ausgerichtete Provinz vom hl. Johannes dem Täufer. Bis auf Greifswald und Halberstadt ginge alle diese Klöster in der Reformation bald unter, so dass sich Greifswald 1550 der observanten Ordensprovinz vom hl. Kreuz anschloss.
Nach der Einführung der Reformation in Pommern wurde das Kloster zunächst weiter geduldet. Es durfte keine neuen Mitglieder aufnehmen und die pommersche Kirchenordnung nicht unterlaufen. Den Franziskanern war gestattet, bis zu ihrem Lebensende im Kloster zu bleiben. Im Herbst 1556 wurde das Kloster auf Anordnung des Provinzials der Saxonia vom hl. Kreuz dem Rat der Stadt übergeben. Die Franziskaner behielten die Gründungsurkunden und Teile der Einrichtung. Die Stadt ließ in den Gebäuden des Klosters eine Stadtschule und eine Armenanstalt einrichten.

## Bibliothek

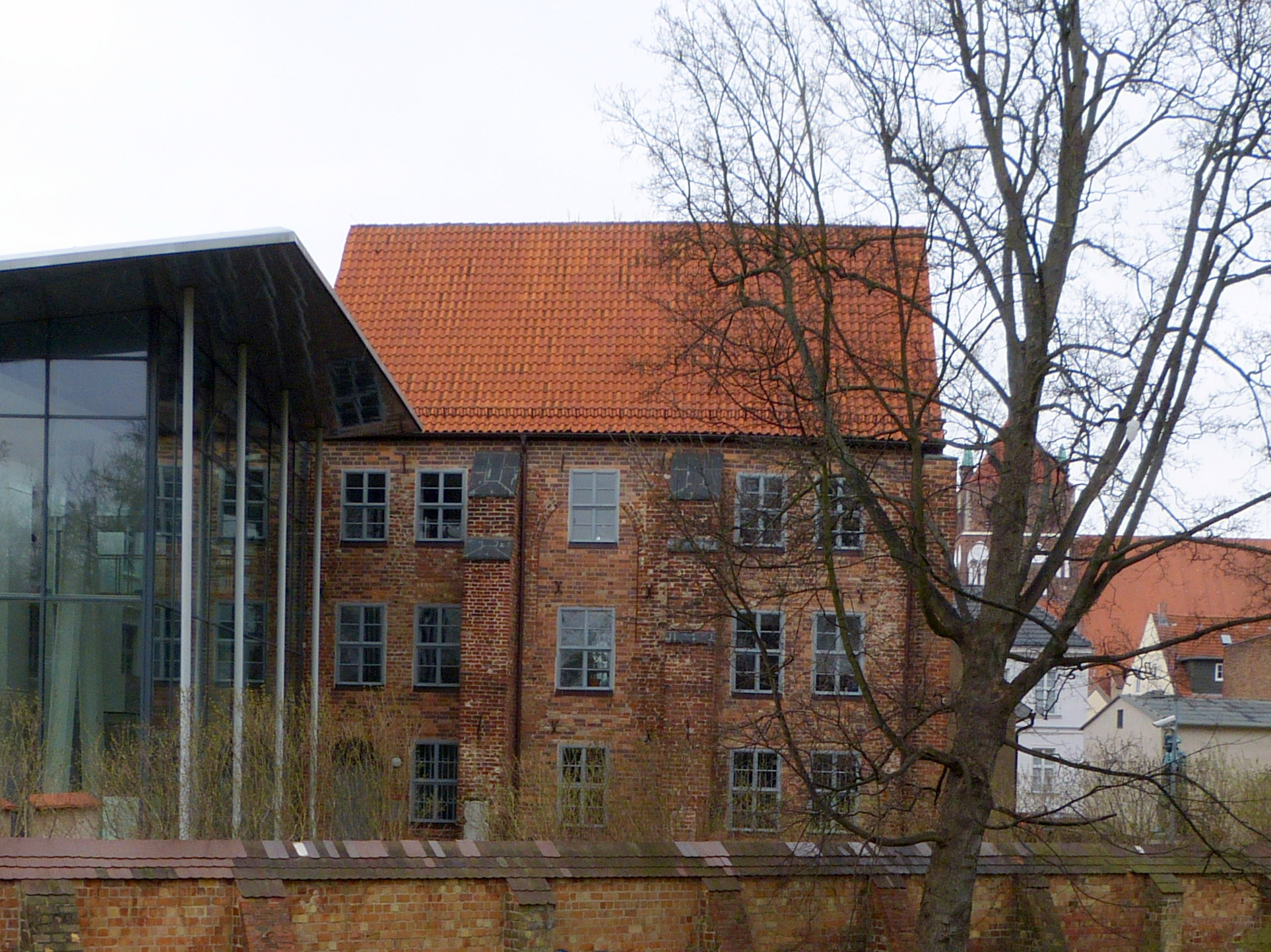
Ehemalige Klosterbibliothek, auch als „Guardianshaus“ bezeichnet

Eine Inventarisierung der Bibliothek (Liberey) ergab 1545 einen Bestand von ungefähr 406 Büchern. Bei der Aufhebung des Klosters 1556 wurde die Bibliothek mit der des Dominikanerklosters im Dom St. Nikolai zusammengefasst. Nach einem Verzeichnis von 1599 handelte es sich um 174 gedruckte Werke und 44 handschriftliche Bände. Es handelte sich überwiegend um theologische, im geringeren Umfang auch um juristische und philosophische Schriften. Ein dreibändiger Bibelkommentar des Nikolaus von Lyra, dem Kloster 1484 durch Katharina Rubenow geschenkt, der Witwe des ermordeten Bürgermeisters Heinrich Rubenow, gehört zu den wertvollsten Inkunabeln.
Bis 1602 wurden die Bücher in den Greifswalder Dom gebracht. Sie bildeten den Grundstock der Bibliothek des Geistlichen Ministeriums.
1928 zogen die Städtischen Sammlungen in das alte Guardianshaus des Franziskanerklosters, im Jahr darauf wurde hier das Greifswalder Museum eröffnet. Heute beherbergt die ehemalige Klosterbibliothek die Verwaltung des Pommerschen Landesmuseums.